# Островский, Николай Григорьевич
Николай Григорьевич Островский — советский хозяйственный и политический деятель.  Ветеран Великой Отечественной войны.
Член КПСС.

## Биография
Родился в 1921 году в деревне Борисово (современный Шербакульский район Омской области). 
Окончил 2 курса Грозненского нефтяного института, командирован в Ленинградское авиационно-техническое училище.
Участник Великой Отечественной войны: помкомвзвода 947-го стрелкового полка 268-й стрелковой дивизии
В 1942—1946 гг. — заместитель редактора районного радиовещания, дежурный инженер ЦЭС в Скопине Рязанской области.
Окончил Львовский политехнический институт.
В 1950—1954 гг. — начальник ПТО, главный инженер СМУ в Андижане и Фергане.
В 1954—1955 гг. — начальник производственного отдела СМУ-5 в Черниковке.
В марте-августе 1955 г. — председатель Орджоникидзевского райисполкома города Уфы.
В 1955—1961 гг. — секретарь Черниковского горкома КПСС, секретарь Уфимского горкома КПСС, заведующий отделом строительства обкома КПСС.
В 1961—1963 гг. — заместитель председателя Башкирского совнархоза.
В 1963—1967 гг. — начальник Главсредневолжскстроя.
В 1967—1980 гг. — заместитель министра промышленного строительства СССР.
Избирался депутатом Верховного Совета РСФСР 6-7-го созывов. Делегат XXIII съезда КПСС.
Заслуженный строитель РCФСР.
Умер в 1980 году в Москве.

## Награды
- Орден Октябрьской Революции (1975)
- Орден Трудового Красного Знамени (1958, 1965, 27.08.1971)